# Azad Azadpour
Azad Azadpour, född 24 november 1973, är känd genom sitt artistnamn Azad. Han är en av de större rapparna i Tyskland med kurdisk härkomst och har bland annat spelat in med Sivan Perwer, Nassir Rezzazi och Akon.